# Puissance

## Datos biográficos
Puissance es un dúo sueco de posindustrial épico que intentan enlazar con la tradición wagneriana. Se encuadran dentro de la alianza de grupos contra el Nuevo Orden Mundial. 
En sus discos desarrollan un discurso contra la política imperialista norteamericana con una visión apocalíptica basada en la interpretación de la situación política actual como una gran conspiración. 

## Miembros
- Henry Möller -
- Fredrik Söderlund -

## Discografía
| Año  | Título                   | Discográfica        | Formato |
| ---- | ------------------------ | ------------------- | ------- |
| 1995 | Krig                     |                     | demo    |
| 1995 | Obey Hate Die            |                     | demo    |
| 1996 | Let Us Lead              |                     | LP      |
| 1996 | Puissance Compilation EP |                     | EP      |
| 1997 | Totalitairian Hearts     |                     | EP      |
| 1998 | Back In Control          |                     | LP      |
| 1999 | Mother Of Disease        | Equilibrium Music - | LP      |
| 1999 | War On                   |                     | LP      |
| 2000 | Hail The Mushroom Cloud  |                     | LP      |
| 2000 | Call To Arms             |                     | EP      |
| 2001 | Total Cleansing          |                     | LP      |
| 2003 | State Collapse           |                     | LP      |
| 2007 | Grace Of God             | Equilibrium Music - | LP      |

## Enlaces
- Página oficial de Puissance
- Arditi - Proyecto paralelo de Möller.

- Datos: Q1891766